# Amerikai bérgyilkos
Az Amerikai bérgyilkos (eredeti cím: American Assassin) egy 2017-ben bemutatott amerikai akció-thriller, melyet Michael Cuesta rendezett, és Stephen Schiff, Michael Finch, Edward Zwick, valamint Marshall Herskovitz írt. A film Vince Flynn 2010-es regénye alapján készült. A főszereplők Dylan O’Brien, Michael Keaton, Sanaa Lathan, Shiva Negar és Taylor Kitsch.
Az Amerikai Egyesült Államokban 2017. szeptember 15-én mutatták be, Magyarországon egy nappal hamarabb szinkronizálva, szeptember 14-én, a Freeman Film forgalmazásában.
A film kritikai szempontból vegyes visszajelzéseket kapott az értékelőktől, néhány kritikus megdicsérte az alkotók teljesítményét. A Metacritic oldalán a film értékelése 45% a 100-ból, ami 30 véleményen alapul. A Rotten Tomatoeson az Amerikai bérgyilkos 34%-os minősítést kapott 119 értékelés alapján.

## Cselekmény
|  | Alább a cselekmény részletei következnek! |

Mitch Rapp (Dylan O’Brien) a barátnőjével éppen a Spanyolországi Ibizán nyaral, ahol a férfi megkéri a lány kezét. Ahogy Rapp elmegy italért a bárpulthoz, egy radikális iszlám-dzsihád terroristaszervezet támadja meg a partot, és mindenkit megölnek, akik az útjukba akad. A vérrontás közepette Rapp kétségbeesetten próbálja megtalálni a barátnőjét a menekülő emberek között, majd amikor végül meglátja őt, egy terrorista lelövi a szeme láttára, majd őt is meglövik 3-szor, és elájul a halott barátnője mellett.
Tizennyolc hónappal később Rapp, akit mostanra már a bosszúvágy vezényel, egy internetes üzenőfalat látogat rendszeresen, ahol próbálja megtalálni a barátnője gyilkosságáért felelős személyt, az iszlám-dzsihád körein belül. Miután kap egy meghívást arra, hogy személyesen találkozzon az illetővel, Rapp felkészíti magát arra, hogy bosszút álljon a barátnője halála miatt, de mielőtt megölhetné a terroristát, az Amerikai Különleges Erők felbukkannak a helyszínen és rajtuk ütnek, megölve a merénylőt és a cinkosait. Az elkeseredett Rapp dühösen szurkálni kezdi a halott férfit, majd rákiabál a csapatra, amiért elrontották az előre kitervelt akciót. A CIA biztonságosan hazaviszi Rappet, majd át kell neki esnie egy 30 napos kihallgatáson, de a CIA igazgatóhelyettese, Irene Kennedy felajánlja a számára, hogy csatlakozzon egy Orion kódnevű titkos egységhez. Az egységet egy korábbi tengerészgyalogos, hidegháborús veterán, Stan Hurley (Michael Keaton) vezeti, aki Rappet és a többi potenciális újoncot aszimmetrikus hadviselésben fogja kiképezni.
A világ másik részéről hírszerzési csatornákon keresztül érkezik hír, hogy nagy mennyiségű plutónium tűnt el orosz nukleáris létesítményekből. Úgy tűnik, hogy a szóban forgó anyag iráni keményvonalas katonatisztek felé halad, akik megzavarják az iráni kormány nukleáris megállapodását az Egyesült Államokkal. Lengyelországban a nukleáris anyag értékesítésének ellenőrzésénél a plutóniumot egy harmadik fél szerzi meg, aki kiiktatja az eladókat, majd elvegyül a tömegben. Virginiában Hurley hírt kap a lengyelországi incidensről, és azonosítani is tudja az elkövetőt, mivel (mint később kiderül) valamikor ő képezte ki. Róla úgy vélték, hogy meghalt egy akcióban, de most "Szellem" (Taylor Kitsch) kódnéven mutatkozik. Hurley a csapatát Törökországba küldi, hogy elfogják a vevőt, azaz a "Szellemet", aki ott dolgozik.
Isztambulban Hurley csapata készül az akcióra, és próbálják megszerezni az indítóeszközt. Rapp parancson kívül követni kezdi a vevőt a lakásába, és egy elhúzódó küzdelem során megöli a testőreit, és megszerezi a férfi laptopját. Az abban rejlő információk elvezetik a csapatot Rómába, ahol az Orion ügynökei azonosítanak egy nukleáris fizikust, aki ahhoz szükséges, hogy a nukleáris anyagot működő nukleáris fegyverré alakítsa. Míg Rapp Rómában van egyik női társával, Annikával; a nő véletlenül megemlíti a "Szellem" nevet, annak ellenére, hogy Rapp nem mondott neki róla semmit, ezért a dühös Rapp megtámadja őt és azt feltételezi róla, hogy iráni titkosügynök. Miután majdnem megöli, a nő elmagyarázza, hogy az iráni keményvonalasok ellen dolgozik, akik meg akarják szerezni a nukleáris anyagot, és azt felhasználni Izrael ellen egy háború elindításához. Hurley találkozik az iráni kapcsolatával, Annika nagybátyjával, hogy megtárgyalják a nukleáris fegyver problémáját. A találkozó alatt Szellem lecsap rájuk, megöli a kontaktot, Hurleyt pedig elrabolja.
Romában a CIA menedékházánál két Moszad ügynök el akarja szállítani Annikát, de Rapp feltartóztatja a kocsit és kiszabadítja a nőt. Együtt összedolgozva felkutatják a földalatti bázist, amit Szellem használ a nukleáris fegyver megépítéséhez. Miután behatolnak a csatornákba, Rapp megtalálja és kiszabadítja Hurley-t, aki súlyosan megsérült, azonban Szellem elfogja Annikát, aki később megöli magát Szellem fegyverével, mielőtt az elmenekülne egy motorcsónakkal, atombombával a fedélzeten. Egy korábbi beszélgetés alapján Hurley rájön, hogy Szellem egy kamikaze támadást akar indítani az amerikai Hatodik Flotta ellen, aminek hadihajói a közelben tartózkodnak. Rapp ráveti magát Szellem hajójára, amíg a CIA riadóztatja a Hatodik Flotta hajóit egy közelgő támadásról, ezért azok felkészülnek rá, hogy kilőjék a hajót, bár akkor a robbanás megsemmisítheti őket.
A víz alatti nukleáris robbanás bekövetkezte után Hurley visszatér az Egyesült Államokba, hogy kezeltesse a sérüléseit. Miközben a híreket figyeli a tévében, egy iráni keményvonalas katonatiszt megnyeri az elnökválasztást, Hurley megjegyzi, hogy Rapp elment nyaralni. Dubajban az elnökjelölt és testőrei bevonulnak egy liftbe, ahol Rapp már jelen van, és ahogy a liftajtó bezárul, Rappet mosolyogni láthatjuk.
|  | Itt a vége a cselekmény részletezésének! |

## Szereposztás
| Szerep                               | Színész        | Magyar hang     |
| ------------------------------------ | -------------- | --------------- |
| Mitch Rapp                           | Dylan O’Brien  | Szatory Dávid   |
| Stan Hurley                          | Michael Keaton | Csankó Zoltán   |
| Irene Kennedy, CIA igazgatóhelyettes | Sanaa Lathan   | Zakariás Éva    |
| Annika, iráni titkosügynök           | Shiva Negar    | Bánfalvi Eszter |
| Thomas Stansfield                    | David Suchet   | Szersén Gyula   |
| Ronnie / Szellem                     | Taylor Kitsch  | Varga Gábor     |
| Victor                               | Scott Adkins   | Varga Rókus     |
| Behurz, iráni miniszter              | Navid Negahban | Fehér Péter     |
| Katrina Harper                       | Charlotte Vega | Dobó Enikő      |